# Detmar Doering

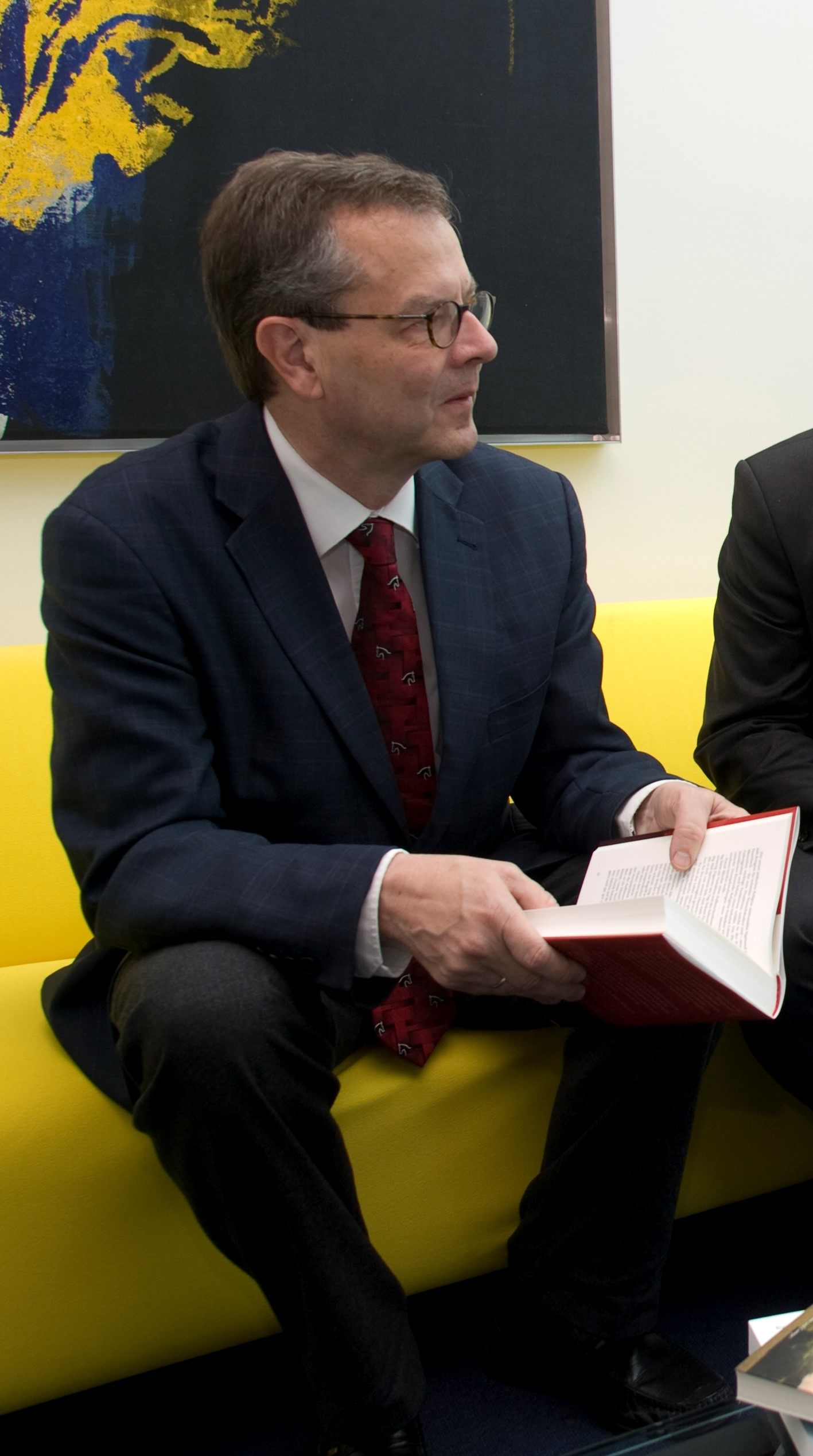
Detmar Doering, 2013

Detmar Doering (* 1957) ist ein deutscher Philosoph und Publizist.

## Leben
Doering studierte Philosophie und Geschichte an der Universität zu Köln und dem University College London. 1988/89 wurde er an der Universität zu Köln zum Dr. phil. promoviert. Er schreibt für The European und eigentümlich frei und ist Mitglied der Mont Pelerin Society.
Doering war Mitbegründer der Jungen Liberalen in Leverkusen und von 1980 bis 1982 erster Landesvorsitzender der Jungen Liberalen in Nordrhein-Westfalen.
1990 wurde Doering wissenschaftlicher Referent im Forschungsinstitut der Friedrich-Naumann-Stiftung in Königswinter. Von 2003 bis 2015 war er Leiter des Liberalen Instituts der Naumann-Stiftung in Potsdam und von 2017 bis 2023 Projektleiter Mitteleuropa und Baltische Länder mit Sitz in Prag.
Doering ist mit Lieselotte Stockhausen-Doering verheiratet und hat eine Tochter.

## Schriften (Auswahl)
- Die Wiederkehr der Klugheit. Edmund Burke und das Augustan Age, Königshausen und Neumann, Würzburg 1990, ISBN 3-88479-521-X.
- Kräfte des Wandels? Liberale Jugendorganisationen von der sozialliberalen Koalition bis heute. COMDOK-Verl.-Abt., Sankt Augustin 1990, ISBN 3-89351-053-2.
- (Hrsg.): Kleines Lesebuch über den Liberalismus. COMDOK-Verl.-Abt., Sankt Augustin 1992, ISBN 3-89351-071-0; 8. Auflage, 2015, ISBN 978-3-89665-660-5.
- mit Lieselotte Stockhausen-Doering: Liberalismus – ein Versuch über die Freiheit. COMDOK-Verl.-Abt., Sankt Augustin 1993, ISBN 3-89351-078-8.
- (Hrsg. mit Fritz Fliszar): Freiheit. Die unbequeme Idee. Argumente zur Trennung von Staat und Gesellschaft. Dt. Verl.-Anst., Stuttgart 1995, ISBN 3-421-05004-X.
- Frédéric Bastiat. Academia-Verlag, Sankt Augustin 1997, ISBN 3-89665-022-X (= Denker der Freiheit, Band 3).
- (Hrsg.): Vernunft und Leidenschaft. Ein David-Hume-Brevier. Ott, Thun 2003, ISBN 3-7225-6919-2.
- (Hrsg.): Kleines Lesebuch über Frauenrechte. Liberal-Verlag, Berlin 2007, ISBN 978-3-920590-22-6.
- Traktat über Freiheit. Olzog, München 2009, ISBN 978-3-7892-8310-9.
- (Hrsg. mit Silvana Koch-Mehrin): Für ein Europa der Freiheit. Beiträge zur Verfassungsordnung der Europäischen Union. Liberal-Verlag, Berlin 2009, ISBN 978-3-920590-33-2.
- (Hrsg.): Freiheit, Tradition, Revolution. Ein Edmund-Burke-Brevier. Ott, Bern 2009, ISBN 978-3-7225-0113-0.
- mit Gérard Bökenkamp, Jürgen Frölich, Ewald Grothe: 30 Jahre „Lambsdorff-Papier“. Texte und Dokumente zum „Konzept für eine Politik zur Überwindung der Wachstumsschwäche und zur Bekämpfung der Arbeitslosigkeit“ (9. September 1982). Hrsg. vom Liberalen Institut der Friedrich-Naumann-Stiftung für die Freiheit und dem Archiv des Liberalismus der Friedrich-Naumann-Stiftung für die Freiheit, Comdok, Berlin 2012.
- (Hrsg.): Kleines Lesebuch über Freiheit und Religion. Universum, Berlin 2013, ISBN 978-3-942928-07-6.
- (Hrsg. mit Constantin Eckner, Steffen Hentrich, Susanne Liermann, Dirk Schuster): Demokratie in Europa. Liberale Perspektiven. Tectum-Verlag, Marburg 2013, ISBN 978-3-8288-3112-4.